# All Eyez on Me
All Eyez on Me é o quarto álbum de estúdio do rapper estadunidense 2Pac, e o último a ser lançado durante sua vida. Lançado em 13 de fevereiro de 1996 através da Death Row Records e Interscope Records, o álbum conta com colaborações de Dr. Dre, Snoop Doggy Dogg, Redman, Method Man, Nate Dogg, Kurupt, Daz Dillinger, E-40, K-Ci & JoJo, entre outros.
O álbum foi produzido por Shakur e uma variedade de produtores, incluindo DJ Quik, Johnny "J", Dr. Dre, DJ Bobcat, Dat Nigga Daz, DJ Pooh e DeVante Swing. Foi o único lançamento da Death Row e Interscope a ser distribuído pela Polygram nos Estados Unidos.
Um álbum de gangsta rap, 2Pac faz rap sobre suas experiências de viver na pobreza e no luxo; os críticos observam particularmente que 2Pac diverge amplamente da consciência social e política de 2Pacalypse Now (1991) e Strictly 4 My N.I.G.G.A.Z... (1993). O álbum incluiu os singles "How Do U Want It" (com K-Ci & JoJo) e "California Love" (com Dr. Dre e Roger Troutman), que alcançaram o topo da Billboard Hot 100, além de "I Ain't Mad at Cha" e "2 of Amerikaz Most Wanted" (com Snoop Doggy Dogg), lançada como single promocional. All Eyez on Me fez história como o primeiro álbum de estúdio solo duplo de hip-hop lançado para consumo de massa em todo o mundo.
All Eyez on Me foi o segundo álbum de 2Pac a atingir a primeira posição das tabelas Billboard 200 e Top R&B/Hip-Hop Albums, vendendo 566.000 cópias em sua primeira semana. Sete meses depois, 2Pac foi mortalmente ferido em um tiroteio. O álbum venceu o prêmio de Álbum de Rap do Ano no Soul Train Music Awards de 1997 e também foi postumamente indicado na categoria de Melhor Álbum de Rap no Grammy Awards de 1997. Shakur também venceu o prêmio de Artista Favorito de Rap/Hip-Hop no American Music Awards de 1997.
Após seu lançamento, All Eyez on Me recebeu aclamação crítica instantânea, e foi considerado pelos críticos como um dos melhores álbuns de hip-hop, bem como um dos melhores álbuns de todos os tempos. Recebeu o certificado de diamante pela Recording Industry Association of America (RIAA) em 2014, por ter vendido mais de 5 milhões de cópias nos Estados Unidos (cada disco do álbum duplo contado como uma unidade separada para certificação), e em 2020 foi incluído na lista da Rolling Stone dos 500 Melhores Álbuns de Todos os Tempos.

## Informação
All Eyez on Me foi lançado após Suge Knight, CEO da Death Row Records, afiançou 2Pac da prisão em troca de assinar com a Death Row, preenchendo parte do novo contrato do rapper. Este álbum duplo serviu como os primeiros dois álbuns do contrato de três álbuns de 2Pac. Ele chegou ao estúdio poucas horas depois de ser solto da prisão para começar a trabalhar nas 27 faixas. O rapper terminou o álbum em apenas duas semanas.
As canções de All Eyez on Me são, no geral, comemorações apologéticas de viver o Estilo de vida dos bandidos. Embora exista a lembrança ocasional sobre os amigos do passado e do presente, é uma mudança definitiva para longe da consciência social e política do 2Pacalypse Now. O hit single "2 of Amerikaz Most Wanted" é uma colaboração com Snoop Dogg.
O álbum traz os convidados especiais regulares de 2Pac, assim como ex-membros do Thug Life e membros do Outlawz, assim como Snoop Dogg, George Clinton, entre outros. A canção "Heartz of Men" apresenta samples do álbum de comédia de Richard Pryor That Nigger's Crazy. A maioria da produção foi feita por Johnny "J" e Dat Nigga Daz, com ajuda de Dr. Dre em "California Love", onde ele fez uma participação e "Can't C Me", que teve a paticipação de George Clinton.
Junto com Greatest Hits, All Eyez on Me é o álbum mais vendido de 2Pac. O álbum foi certificado cinco vezes platina nos Estados Unidos apenas dois meses depois de seu lançamento e mais tarde nove vezes platina. Foi re-lançado em 2001 contendo o video-clipe de "California Love". Também foi re-lançado em 2005.

## Recepção da crítica e legado
| Críticas profissionais | Críticas profissionais |
| Avaliações da crítica  | Avaliações da crítica  |
| Fonte                  | Avaliação              |
| ---------------------- | ---------------------- |
| AllMusic               | link                   |
| Entertainment Weekly   | (B+) link              |
| NME                    | (9/10)                 |
| Q                      | 4 de 5 estrelas.       |
| RapReviews             | (6/10) link            |
| Rolling Stone          | 1996                   |
| Rolling Stone          | 2004                   |
| Spin                   | (7/10)                 |
| The Source             | link                   |
| XXL                    | [ 4 ]                  |

All Eyez on Me recebeu ampla aclamação da crítica. A revista Spin deu nota 7 de 10 e disse: "Contanto que você não espere filantropia de Tupac, você encontrará honestidade e alguns cenários agradavelmente distorcidos". O disco ficou em terceiro lugar na lista dos 10 melhores álbuns de 1996 da Entertainment Weekly.[carece de fontes?] AllMusic declarou: "Talvez tenha sido seu tempo na prisão, ou talvez tenha sido simplesmente sua assinatura com o selo Death Row de Suge Knight. Seja qual for o caso, 2Pac ressurgiu endurecido e faminto com All Eyez on Me, o primeiro álbum duplo de material original na história do hip-hop. Aparentemente, 2Pac queria lançar um épico monumental cujo escopo o tornaria uma conquista por si só. Mas mais do que isso, é também uma adoção descarada do estilo de vida gangsta, afastando o auto-reconhecimento sóbrio de Me Against the World. Claro, existem alguns números reflexivos e homenagens, mas eles são muito mais romantizados desta vez. Apesar de algum preenchimento inegável, é facilmente a melhor produção que 2Pac já teve".
No Los Angeles Times, Cheo Hodari Coker elogiou o álbum: "All Eyez on Me, um paraíso de gangsters de 27 músicas e 133 minutos, acha o rapper ainda mais venenoso do que era antes de seu encarceramento de 11 meses por abuso sexual. Ele não demonstra remorso por sua vida difícil e ainda menos sentimento por seus inimigos. A única coisa que o tempo de prisão fez para 2Pac foi tornar seu fogo criativo ainda mais quente—ele faz rap aqui com uma paixão e habilidade igualadas no gangsta rap apenas por Snoop Doggy Dogg e The Notorious B.I.G. e com produtores como DJ Pooh, DJ Quik, Dr. Dre e Johnny J definindo as faixas, ele finalmente tem uma equipe musical digna de seu talento”.
Jon Pareles, do The New York Times, considerou o álbum típico do gangsta rap, mas com produção superior. "Imagens padrão do desespero do gueto aparecem... mas muito mais das rimas de 2Pac são sobre viver no luxo: dirigir um carro luxuoso, beber conhaque, fumar maconha e ter todas as mulheres que ele quiser." Pareles observa que, "embora 2Pac costumava mostrar alguma simpatia pelas mulheres, ele voltou ao machismo gangsta linha dura, com as mulheres como 'vadias' caçadoras de ouro ou 'vadias' flexíveis e respirantes". The Guardian deu ao álbum duas estrelas de cinco, declarando que "um desses discos recriminatórios raivosos teria sido mais que suficiente, obrigado", descobrindo que "grande parte das duas horas é consumida por discursos autojustificativos como 'Only God Can Judge Me' e 'Skandalouz'".
“É como uma versão californiana de The Wall, do Pink Floyd–puro ego gangsta enlouquecido por causa de dois CDs”, reclamou a Rolling Stone. "Nesse comprimento, o tom duro do álbum se aproxima da caricatura". No entanto, o álbum foi incluído nas gravações essenciais da revista da década de 1990.[carece de fontes?]

## Lista de faixas
| All Eyez on Me – Disco 1: Book 1 |                                                                             |                                                                                    |                                   |         |  |
| N.º                              | Título                                                                      | Compositor(es)                                                                     | Produtor(es)                      | Duração |  |
| 1.                               | "Ambition az a Ridah"                                                       | Tupac Shakur Delmar Arnaud                                                         | Dat Nigga Daz                     | 4:39    |  |
| 2.                               | "All About U" (part. de Snoop Doggy Dogg, Nate Dogg e Dru Down)             | Shakur Johnny Jackson                                                              | Johnny "J" 2Pac                   | 4:37    |  |
| 3.                               | "Skandalouz" (part. de Nate Dogg)                                           | Shakur Arnaud                                                                      | Dat Nigga Daz                     | 4:09    |  |
| 4.                               | "Got My Mind Made Up" (part. de Dat Nigga Daz, Kurupt, Redman e Method Man) | Shakur Arnaud Ricardo Brown Reginald Noble Clifford Smith                          | Dat Nigga Daz                     | 5:13    |  |
| 5.                               | "How Do U Want It" (part. de K-Ci & JoJo)                                   | Shakur Jackson                                                                     | Johnny "J"                        | 4:47    |  |
| 6.                               | "2 of Amerikaz Most Wanted" (part. de Snoop Doggy Dogg)                     | Shakur Calvin Broadus Arnaud                                                       | Dat Nigga Daz                     | 4:07    |  |
| 7.                               | "No More Pain"                                                              | Shakur DeVante Swing                                                               | Swing                             | 6:15    |  |
| 8.                               | "Heartz of Men"                                                             | Shakur David Blake                                                                 | DJ Quik                           | 4:44    |  |
| 9.                               | "Life Goes On"                                                              | Shakur Jackson                                                                     | Johnny "J"                        | 5:02    |  |
| 10.                              | "Only God Can Judge Me" (part. de Rappin' 4-Tay)                            | Shakur Doug Rasheed                                                                | Doug Rasheed Harold Scrap Freddie | 4:57    |  |
| 11.                              | "Tradin' War Stories" (part. de Dramacydal, C-Bo e Storm)                   | Shakur Mike Mosley                                                                 | Mike Mosley Rick Rock             | 5:30    |  |
| 12.                              | "California Love" (Remix) (part. de Dr. Dre e Roger Troutman)               | Shakur James Anderson Roger Troutman Larry Troutman Norman Durham Woody Cunningham | Dr. Dre                           | 6:25    |  |
| 13.                              | "I Ain't Mad at Cha" (part. de Danny Boy)                                   | Shakur Arnaud                                                                      | Dat Nigga Daz                     | 4:54    |  |
| 14.                              | "What'z Ya Phone #" (part. de Danny Boy)                                    | Shakur Jackson                                                                     | Johnny "J" 2Pac                   | 5:08    |  |
| Duração total:                   | Duração total:                                                              | Duração total:                                                                     | Duração total:                    | 70:27   |  |

| All Eyez on Me – Disco 2: Book 2 |                                                                          |                                 |                      |         |  |
| N.º                              | Título                                                                   | Compositor(es)                  | Produtor(es)         | Duração |  |
| 1.                               | "Can't C Me" (part. de George Clinton)                                   | Shakur Young                    | Dr. Dre              | 5:31    |  |
| 2.                               | "Shorty Wanna Be a Thug"                                                 | Shakur Jackson                  | Johnny "J"           | 3:52    |  |
| 3.                               | "Holla at Me"                                                            | Shakur Bobby Ervin              | Bobby "Bobcat" Ervin | 4:55    |  |
| 4.                               | "Wonda Why They Call U Bitch"                                            | Shakur Jackson                  | Johnny "J" 2Pac      | 4:19    |  |
| 5.                               | "When We Ride" (part. de Outlaw Immortalz)                               | Shakur DJ Pooh                  | DJ Pooh              | 5:09    |  |
| 6.                               | "Thug Passion" (part. de Jewell, Dramacydal e Storm)                     | Shakur Jackson                  | Johnny "J" 2Pac      | 5:08    |  |
| 7.                               | "Picture Me Rollin'" (part. de Danny Boy, Syke e CPO)                    | Shakur Jackson Tiruss Himes     | Johnny "J"           | 5:15    |  |
| 8.                               | "Check Out Time" (part. de Kurupt and Syke)                              | Shakur Jackson Himes Brown      | Johnny "J" 2Pac      | 4:39    |  |
| 9.                               | "Ratha Be Ya Nigga" (part. de Richie Rich)                               | Shakur Doug Rasheed             | Rasheed              | 4:14    |  |
| 10.                              | "All Eyez on Me" (part. de Syke)                                         | Shakur Jackson James Pennington | Johnny "J"           | 5:08    |  |
| 11.                              | "Run tha Streetz" (part. de Michel'le, Mutah e Storm)                    | Shakur Jackson                  | Johnny "J" 2Pac      | 5:17    |  |
| 12.                              | "Ain't Hard 2 Find" (part. de E-40, B-Legit, D-Shot, C-Bo e Richie Rich) | Shakur                          | Mosley Rock          | 4:29    |  |
| 13.                              | "Heaven Ain't Hard 2 Find"                                               | Shakur Quincy Jones III         | QDIII                | 3:58    |  |
| Duração total:                   | Duração total:                                                           | Duração total:                  | Duração total:       | 61:54   |  |

## Parada musical
| Paradas (1996)                                    | Melhor Posição |
| ------------------------------------------------- | -------------- |
| Alemanha (Media Control Charts)                   | 16             |
| Austrália (ARIA Charts)                           | 19             |
| Bélgica Flandres (Ultratop 50)                    | 44             |
| Bélgica Valônia (Ultratop 40)                     | 34             |
| França (SNEP)                                     | 99             |
| Irlanda (Irish Albums Chart)                      | 61             |
| Nova Zelândia (RIANZ)                             | 15             |
| Noruega (VG-lista)                                | 34             |
| Países Baixos (MegaCharts)                        | 11             |
| Suécia (Sverigetopplistan)                        | 5              |
| Suíça (Schweizer Hitparade)                       | 15             |
| Reino Unido (UK Albums Chart)                     | 32             |
| Estados Unidos (Billboard 200)                    | 1              |
| Estados Unidos (Billboard Top R&B/Hip-Hop Albums) | 1              |

### Fim da década
| Paradas (1990–1999)            | Melhor Posição |
| ------------------------------ | -------------- |
| Estados Unidos (Billboard 200) | 97             |

## Aclamações
- (*) significa que a lista está desordenada

| Publicação           | País           | Aclamação                                    | Ano  | Posição no ranque |
| -------------------- | -------------- | -------------------------------------------- | ---- | ----------------- |
| FNAC                 | França         | The 1000 Best Albums of All Time             | 2008 | 461               |
| Rock & Folk          | França         | The Best Albums from 1963 to 1999            | 1999 | *                 |
| Babylon              | Grécia         | The 50 Best Albums of the 1990s              | 1999 | 7                 |
| Hip-Hop Connection   | Reino Unido    | The 100 Greatest Rap Albums 1995-2005        | 2005 | 35                |
| The New Nation       | Reino Unido    | Top 100 Albums by Black Artists              | 2005 | 64                |
| Q                    | Reino Unido    | The Ultimate Music Collection                | 2005 | *                 |
| Q                    | Reino Unido    | 90 Albums of the 90s                         | 1999 | *                 |
| About.com            | Estados Unidos | 100 Greatest Hip Hop Albums                  | 2008 | 80                |
| About.com            | Estados Unidos | Best Rap Albums of 1996                      | 2008 | 1                 |
| Entertainment Weekly | Estados Unidos | The 100 Best Albums from 1983 to 2008        | 2008 | 87                |
| Tom Moon             | Estados Unidos | 1000 Recordings to Hear Before You Die       | 2008 | *                 |
| Ego Trip             | Estados Unidos | Hip Hop's 25 Greatest Albums by Year 1980-98 | 1999 | 14                |
| Rolling Stone        | Estados Unidos | The Essential Recordings of the 90s          | 1999 | *                 |
| Rolling Stone        | Estados Unidos | 100 Best Albums of the Nineties              | 2010 | 50                |